# Dan Theis
Daniel „Dan“ Theis (* 11. September 1967 in Esch an der Alzette; † 29. Dezember 2022) war ein luxemburgischer Fußballspieler und Trainer.

## Als Spieler

### Verein
Theis spielte zwischen 1986 und 2002 für Jeunesse Esch, Zweitligist Spora Luxemburg, Avenir Beggen, FC Progrès Niederkorn und beim Drittligisten CS Oberkorn. Mit Jeunesse gewann er insgesamt sieben luxemburgische Meisterschaften und wurde dreimal Pokalsieger.

### Nationalmannschaft
Zwischen 1991 und 2001 absolvierte Theis 34 Länderspiele für die luxemburgische Nationalmannschaft, in denen er ohne Torerfolg blieb.
Sein erstes Spiel bestritt er am 12. Oktober 1991 beim 1:1 im Freundschaftsspiel gegen Portugal.
Seinen letzten Einsatz hatte er am 15. August 2001 im Freundschaftsspiel gegen Georgien, das mit einer 0:3-Niederlage der Luxemburger endete.

## Als Trainer
Theis begann seine Trainerkarriere beim FC Differdingen 03, den er 2006 in die BGL Ligue führte. Danach trainierte er die luxemburgische U19-Nationalmannschaft, bis er 2009 wieder nach Differdingen zurückkehrte. Dort gewann er 2010 und 2011 die Coupe de Luxembourg. Zur Saison 2011/12 wechselte er zum amtierenden Meister F91 Düdelingen, wo er am 17. Oktober 2011 entlassen wurde. Im März 2012 übernahm er das abstiegsbedrohte Team von Swift Hesperingen. Dort erreichte er am Saisonende den Barrageplatz, verlor jedoch die Relegation gegen den Dritten der Ehrenpromotion FC Wiltz 71 und damit auch seinen Trainerjob. Zu Beginn des Jahres 2013 wurde er Technischer Direktor bei Jeunesse Esch, wo er im April 2013 auch das Traineramt übernahm. Er führte die Jeunesse auf den dritten Platz und gewann gegen seinen alten Verein aus Differdingen den Landespokal. Auch 2014 gelang die Qualifikation zur UEFA Europa League, die 2015 jedoch knapp verpasst wurde. Zur Saison 2015/16 wurde er Trainer bei Victoria Rosport, wo er im März 2016 nach einer 0:3-Heimniederlage gegen den Abstiegskonkurrenten US Bad Mondorf entlassen wurde. Im November 2016 übernahm er UN Käerjéng 97, konnte jedoch den Abstieg am Saisonende nicht verhindern. Im April 2018 kehrte er zum dritten Mal auf die Trainerbank des FC Differdingen 03 zurück, wo er Pascal Carzangia ablöste. Nachdem die Qualifikation zur Europa League am Saisonende deutlich verpasst wurde, verließ Dan Theis den Klub. Im Oktober 2018 wurde er erneut Trainer von Swift Hesperingen in der Ehrenpromotion. Dort erreichte er als Dritter das Barragespiel um den Aufstieg in die BGL Ligue gegen US Hostert. Nach der abgebrochenen Saison 2019/20 verließ Theis den Verein trotz Aufstiegs in die BGL Ligue und zog mit ihm später wegen ausstehenden Prämien und Gehältern noch vor das Arbeitsgericht.

## Erfolge
Als Spieler
- Luxemburgischer Meister: 1987, 1988, 1995, 1996, 1997, 1998 und 1999
- Luxemburger Pokalsieger: 1988, 1997, 1999

Als Trainer
- Luxemburgischer Pokalsieger: 2010, 2011, 2013

## Sonstiges
Dan Theis war der Sohn des ehemaligen Fußballspielers Marcel Theis (1940–2017).

## Tod
Nach einem Fahrradsturz, verursacht durch einen Herzinfarkt, lag Theis im August 2022 auf der Intensivstation und auch kurzzeitig im Koma. Am 29. Dezember 2022 verstarb der ehemalige Nationalspieler dann im Krankenhaus an den Folgen des Unfalls.